# Parc Benjakitti
Le parc Benjakitti (thaï :  สวนเบญจกิติ ; RTGS : Suan Benchakitti ; API : [sǔa̯n bēn.t͡ɕàʔ.kìt.tìʔ]) est un parc public de 72 hectares (450 rai,) situé dans le khet Khlong Toei à Bangkok.
Le parc Benjakitti est relié au parc Lumphini par le "Green Bridge", une passerelle surélevée pour les piétons et cyclistes longue de 1,6 km,,.

## Histoire
Ce parc a été inauguré en 2004 puis, à partir de 2016, il se développe sur l'ancien site des usines de tabacs de la Tobacco Authority of Thailand,.

## Description
Le parc Benjakitti est constitué de forêts, d'étangs et d'îlots, d'un grand lac;;;de passerelles surélevées, de chemins pédestres et de pistes cyclables.
Il abrite plus de 300 espèces de plantes et de fleurs, en particulier des knema furfuracea, des gmelina arborea...
On y trouve  plus de 50 espèces d'oiseaux dont des chouettes chevêches brames, des bec-ouvert indiens, des cormorans, des cigognes, des hérons, des passereaux rolliers indochinois et estrilda...
Il y a aussi des moustiques, des libellules, des papillons, des serpents, des varans...

## Galerie de photographies

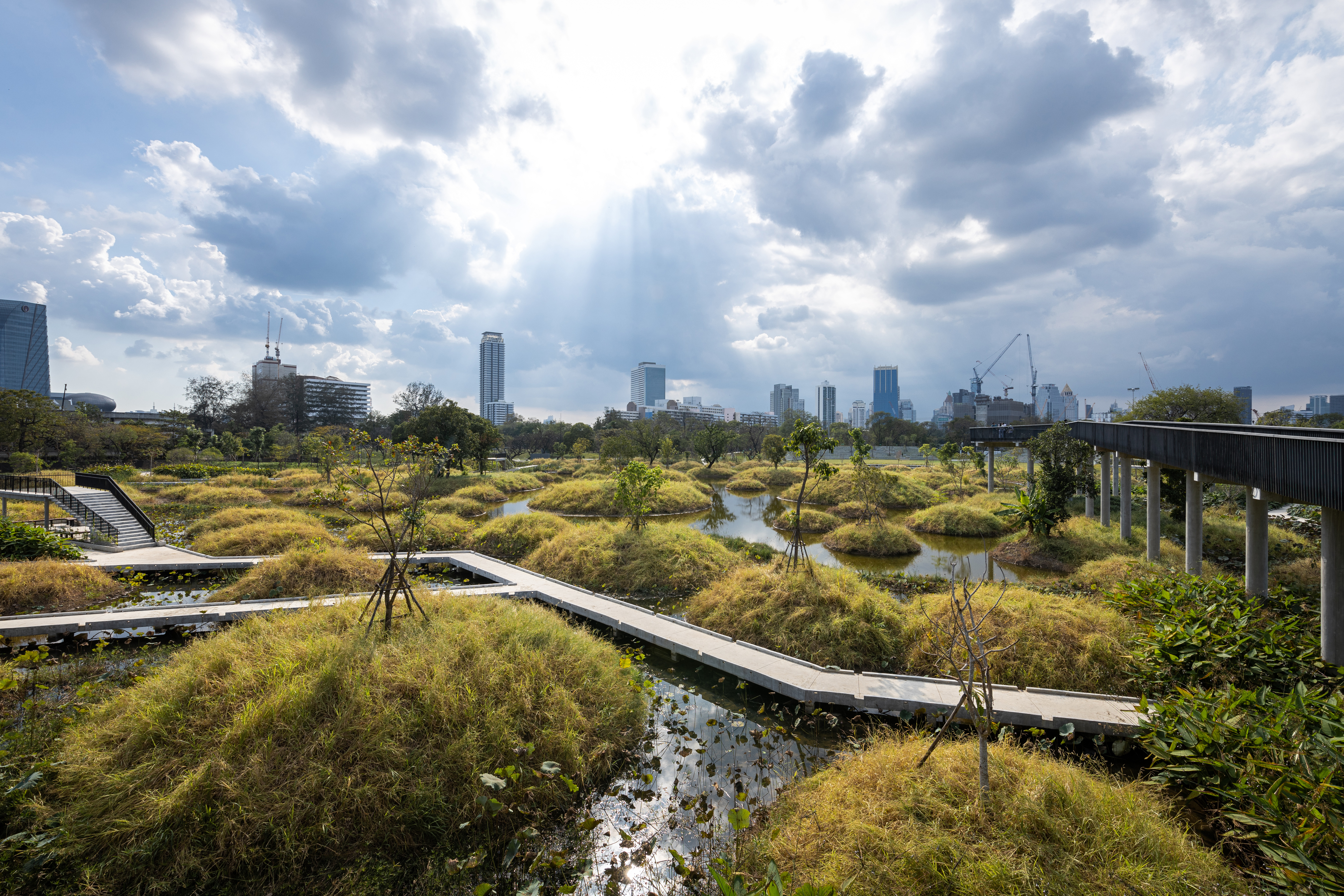
Le jour
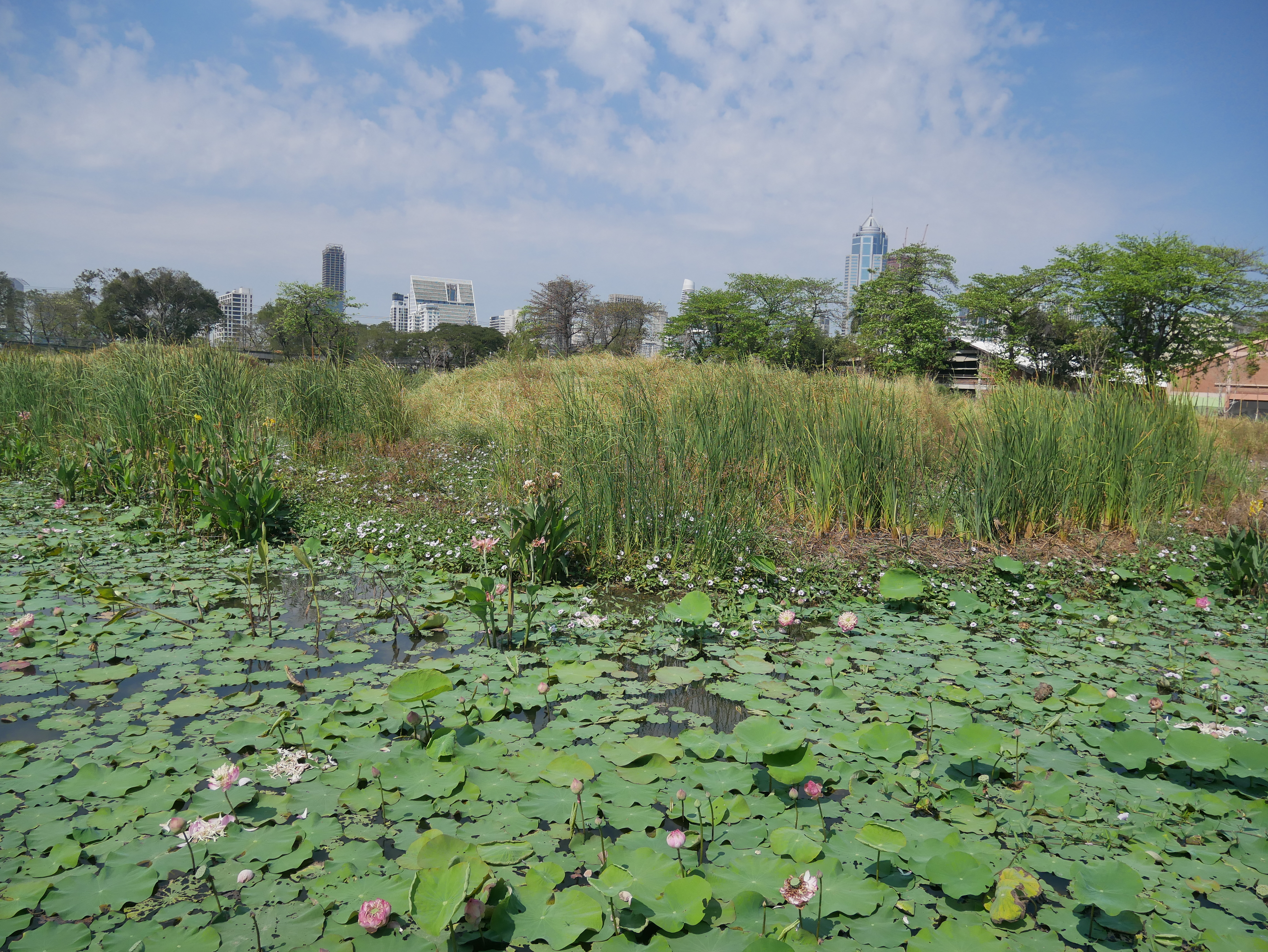
Étangs et îlots
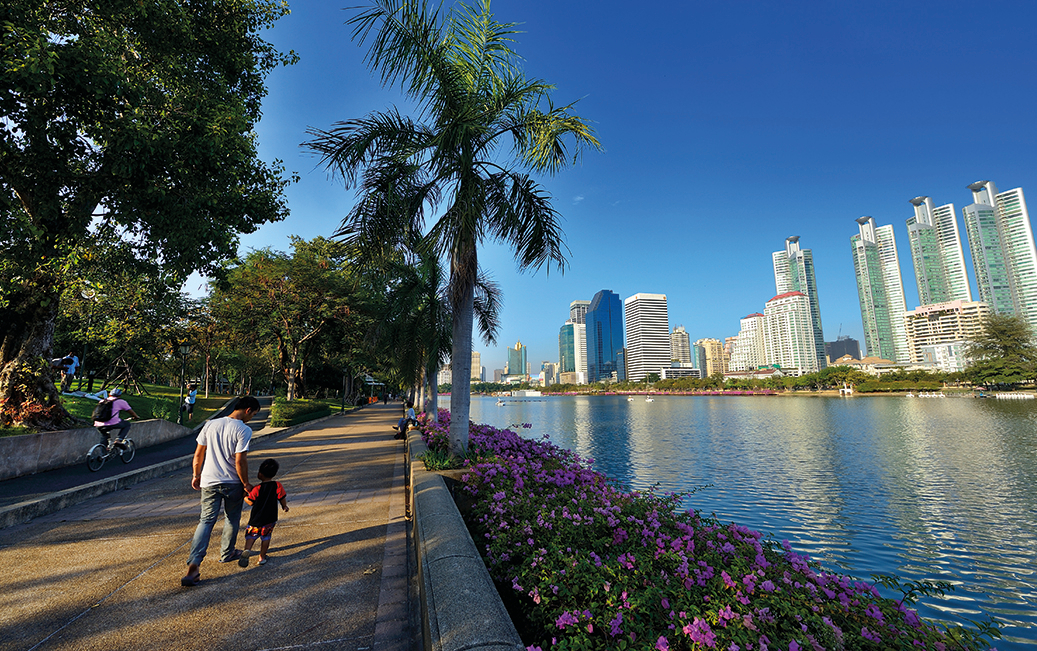
Lac
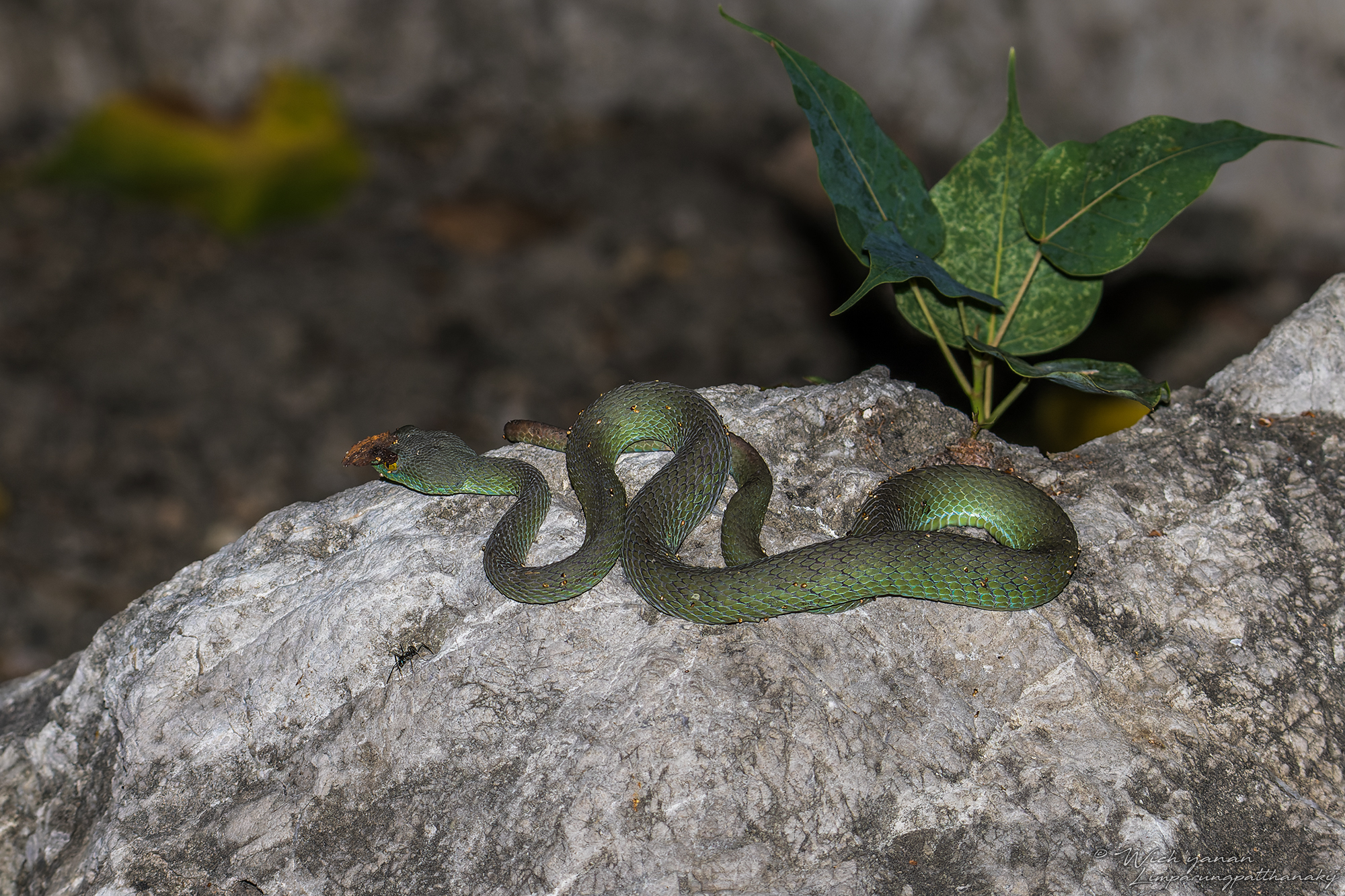
Vipère verte trimeresurus macrops
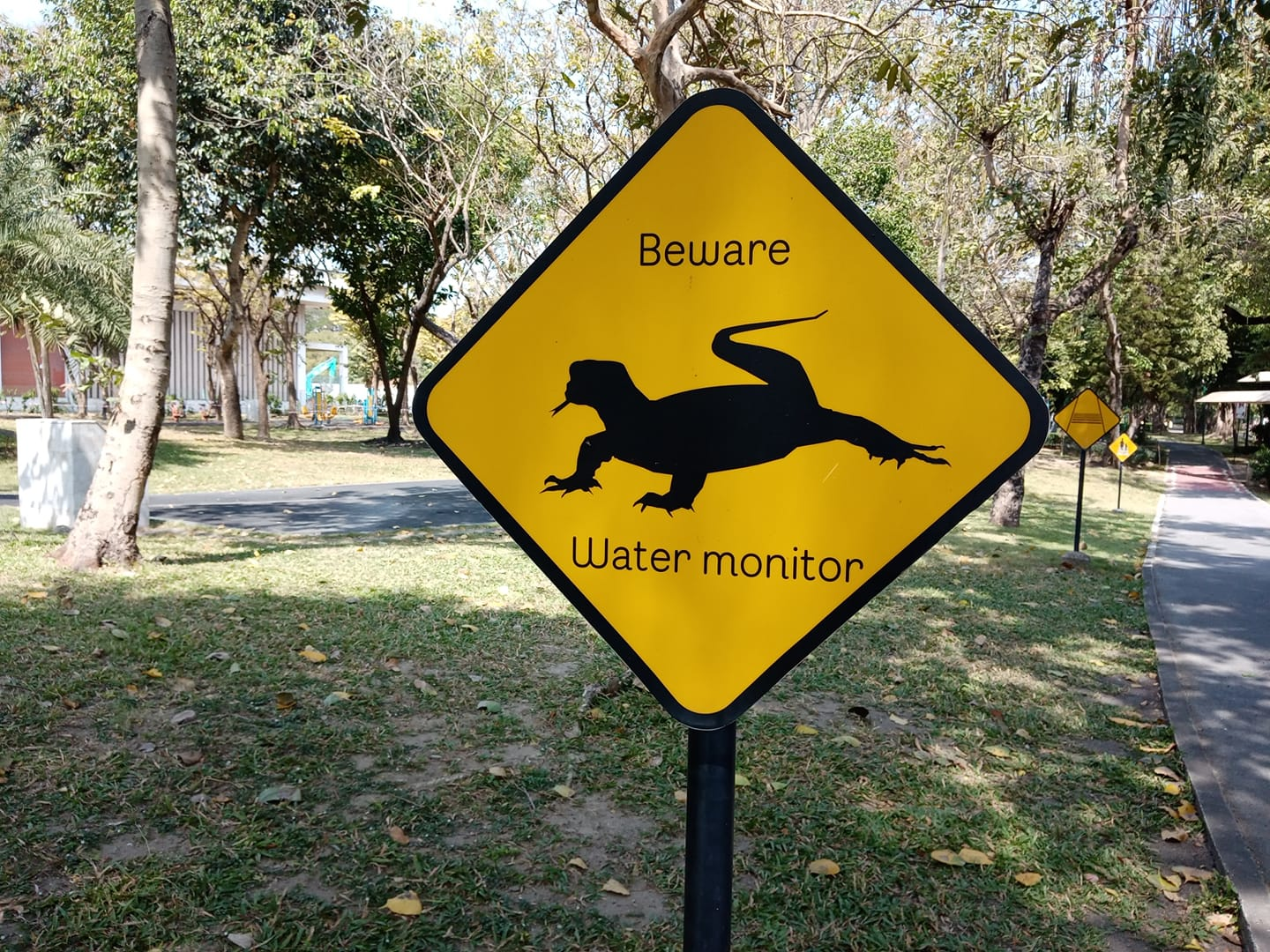
Attention aux varans !
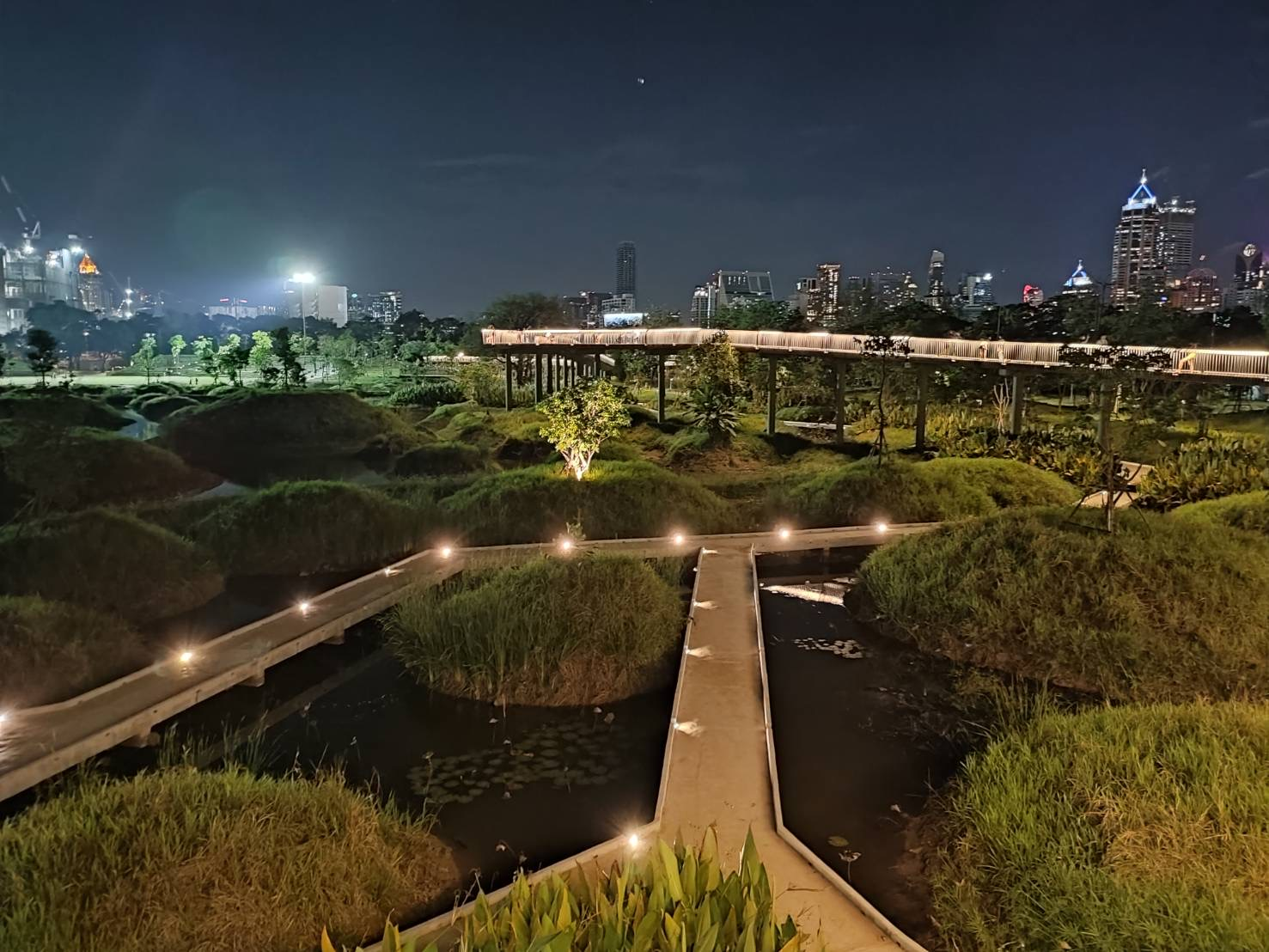
La nuit
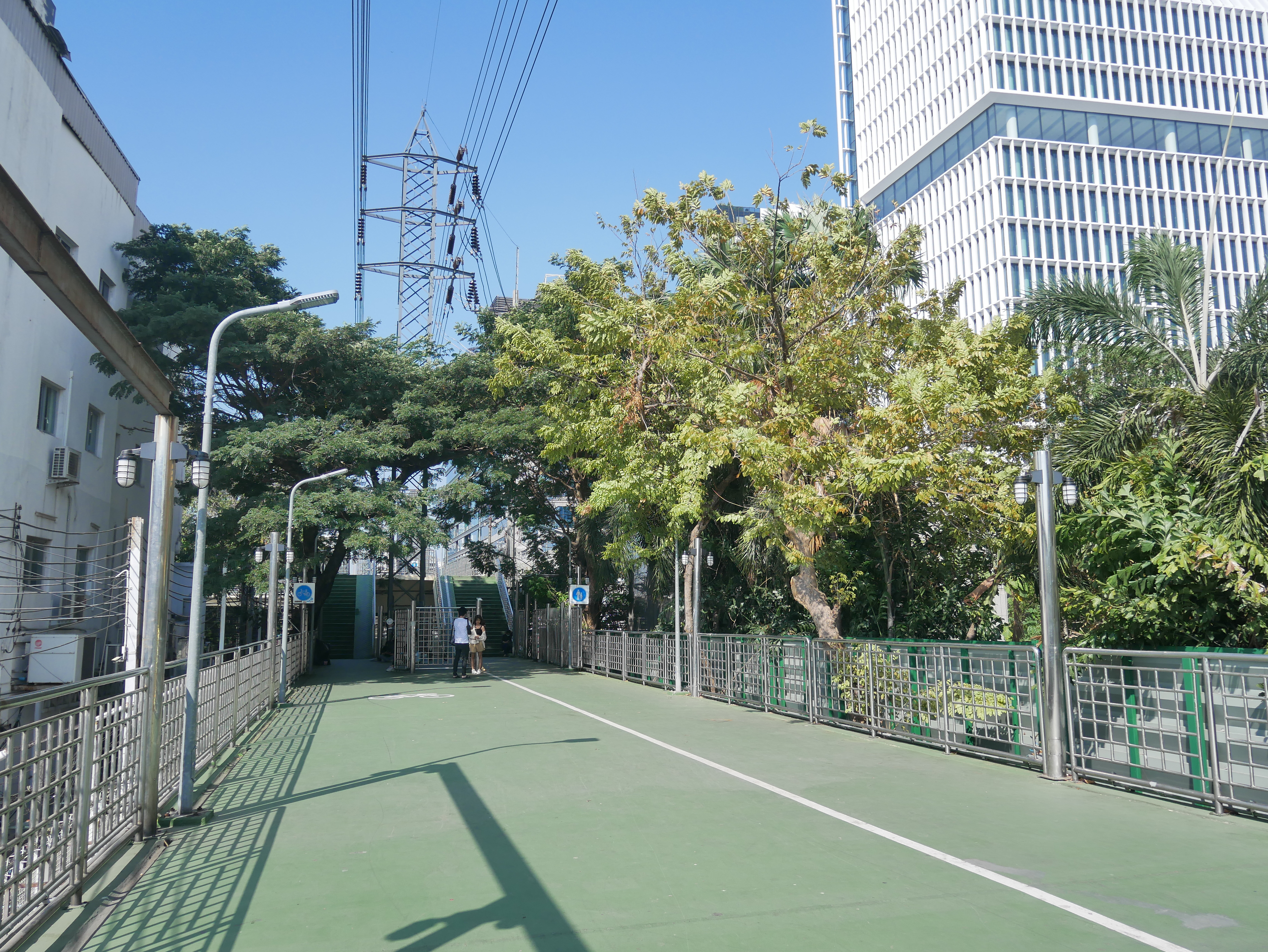
Passerelle Green Bridge reliant le parc Benjakitti au parc Lumphini